# Equació de quart grau
Una equació de quart grau és una equació polinòmica on el grau més alt dels diversos monomis que l'integren és 4.
Les equacions de quart grau amb coeficients sencers es poden resoldre pel mètode de Ruffini en el cas que aquesta sigui factoritzable en nombres racionals o, generalment, pel mètode de Cardano-Tataglia.
Una equació de quart grau amb una incògnita és una equació que es pot posar sota la forma:
{\displaystyle x^{4}+a_{0}x^{3}+a_{1}x^{2}+a_{2}x+a_{3}=0\,},
on {\displaystyle a_{0}}, {\displaystyle a_{1}}, {\displaystyle a_{2}} i {\displaystyle a_{3}} són nombres que pertanyen a un cos, usualment a {\displaystyle \mathbb {R} } o a {\displaystyle \mathbb {C} }.
La solució analítica s'aconsegueix situant a cada costat del = dos quadrats perfectes, un de quart grau i l'altra de segon.
Primer l'expressió es transforma en:
{\displaystyle (x^{2}+{\frac {a_{o}}{2}}x+y)^{2}=({\frac {a_{o}^{2}}{4}}-a_{1}+2y)x^{2}+(a_{0}y-a_{2})x+y^{2}-a_{3}}
Que és veritat per a qualsevol valor de y. El primer terme ja és un quadrat perfecte, cal buscar un valor de y que faci que el segón també ho sigui. Això succeirà si el seu discriminant és zero. Per tant, per a trobar y, s'imposa la condició:
{\displaystyle (a_{0}y-a_{2})^{2}-4({\frac {a_{o}^{2}}{4}}-a_{1}+2y)(y^{2}-a_{3})=0}
Operant queda:
{\displaystyle y^{3}-{\frac {1}{2}}a_{1}y^{2}+({\frac {1}{4}}a_{2}a_{0}-a_{3})y+({\frac {1}{2}}a_{1}a_{3}-{\frac {1}{8}}a_{2}^{2}-{\frac {1}{8}}a_{0}^{2}a_{3})=0}
Que és una equació de tercer grau, resolent-la es troba y i l'equació original es transforma en:
{\displaystyle (x^{2}+{\frac {a_{o}}{2}}x+y)^{2}={\begin{pmatrix}x{\sqrt {{\frac {a_{0}^{2}}{4}}-a_{1}+2y}}\pm {\sqrt {y^{2}-a_{3}}}\end{pmatrix}}^{2}}

On el signe serà + si {\displaystyle a_{0}y-a_{2}>0} i - si {\displaystyle a_{0}y-a_{2}<0}.
D'aqui resulta:
{\displaystyle x^{2}+{\frac {a_{o}}{2}}x+y=\pm {\begin{pmatrix}x{\sqrt {{\frac {a_{0}^{2}}{4}}-a_{1}+2y}}\pm {\sqrt {y^{2}-a_{3}}}\end{pmatrix}}}
Que són dues equació de segon grau i cada una permet trobar dues de les arrels de l'equació de quart grau.